# Tony Benn
Anthony Neil Wedgwood «Tony» Benn (3 de abril de 1925-14 de marzo de 2014) fue un destacado político británico del Partido Laborista perteneciente al ala izquierda del partido. Fue miembro del Parlamento Británico durante 47 años y miembro del gabinete entre 1974 y 1979. Adquirió particular notoriedad pública cuando, tras fallecer en noviembre de 1960 su padre William Wedgwood Benn, vizconde Stansgate, heredó el título nobiliario de este; esto implicaba su entrada en la Cámara de los Lores y no en la Cámara de los Comunes, en donde ya era miembro. Luchó por permanecer en Cámara Baja y por poder renunciar su título, peripecia que culminó exitosamente con un cambio a la ley en 1963.
Benn era primo hermano de la actriz Margaret Rutherford.

## Biografía
Benn nació en Westminster, Londres, el 3 de abril de 1925. Tenía dos hermanos, Michael (1921-1944), que murió en la Segunda Guerra Mundial, y David (1928-2017), especialista en Rusia y Europa del Este. Tras la inundación del Támesis en enero de 1928, su casa quedó inhabitable, por lo que la familia Benn se mudó a Escocia durante más de 12 meses.
La madre de Benn, Margaret (de soltera Holmes, 1897-1991), fue teóloga, feminista y presidenta fundadora de la Federación Congregacional . Fue miembro de la Liga de la Iglesia Militante, predecesora del Movimiento para la Ordenación de Mujeres; en 1925, Randall Davidson, arzobispo de Canterbury, la reprendió por defender la ordenación de mujeres. La teología de su madre tuvo una profunda influencia en Benn, ya que ella le enseñó que las historias de la Biblia trataban principalmente sobre la lucha entre los profetas y los reyes y que él debía en su vida apoyar a los profetas por encima de los reyes, quienes tenían poder, ya que los profetas enseñaban la rectitud.
Su padre, William Benn, fue miembro liberal del Parlamento desde 1906, que se pasó al Partido Laborista en 1928 y fue nombrado Secretario de Estado para la India por Ramsay MacDonald en 1929, cargo que ocupó hasta la aplastante derrota electoral del Partido Laborista en 1931.  
Durante la Segunda Guerra Mundial, Benn se unió y entrenó con la Guardia Nacional desde los 16 años, recordando más tarde en un discurso pronunciado en 2009: "Podría usar una bayoneta, un rifle, un revólver, y si hubiera visto a un oficial alemán comiendo, habría lanzado una granada por la ventana. ¿Habría sido un luchador por la libertad o un terrorista?".  En julio de 1943, Benn se alistó en la Real Fuerza Aérea como aviador de segunda clase. Su padre y su hermano mayor Michael (que más tarde murió en un accidente) ya estaban sirviendo en la RAF. Se le concedió una comisión de emergencia como oficial piloto (en período de prueba) el 10 de marzo de 1945. Como oficial piloto, Benn sirvió como piloto en Sudáfrica y Rhodesia del Sur. En junio de 1944, realizó su primer vuelo en solitario en la RAF Guinea Fowl, una escuela elemental de entrenamiento de vuelo de la RAF, en Rhodesia del Sur. El avión era un Fairchild Cornell construido en Canadá. En un artículo de 1993 que relata la experiencia, dijo: "Siempre pensé que sentiría pánico cuando viera el suelo venir hacia mí en mi primer solo, pero curiosamente no sentí nada más que euforia"....". Renunció a su cargo con efecto a partir del 10 de agosto de 1945, tres meses después de que la Segunda Guerra Mundial terminara en Europa el 8 de mayo, y apenas días antes de que la guerra con Japón terminara el 2 de septiembre.
Tras asistir a la escuela Eaton House, cerca de Sloane Square,  Benn ingresó en la Westminster School y estudió en el New College de Oxford, donde estudió Filosofía, Política y Economía, y fue elegido presidente de la Oxford Union en 1947.
Benn conoció a Caroline Middleton DeCamp (Cincinnati, Ohio, Estados Unidos, 13 de octubre de 1926) tomando té en el Worcester College de Oxford, en 1949; apenas nueve días después de conocerla, le propuso matrimonio en un banco de un parque de la ciudad. Más tarde, compró el banco al Ayuntamiento de Oxford y lo instaló en el jardín de su casa en Holland Park. Tony y Caroline tuvieron cuatro hijos: Stephen, Hilary, Melissa, una escritora feminista, y Joshua, y diez nietos. Caroline Benn murió de cáncer el 22 de noviembre de 2000, a los 74 años, después de una carrera como pedagoga.

## Trayectoria
Después de la Segunda Guerra Mundial, Benn trabajó brevemente como productor de radio de la BBC. El 1 de noviembre de 1950, fue seleccionado para suceder a Stafford Cripps como candidato laborista por Bristol South East, después de que Cripps renunciara por problemas de salud. Ganó el escaño en una elección parcial el 30 de noviembre de 1950. Anthony Crosland le ayudó a conseguir el escaño, ya que en aquel momento era diputado por el cercano South Gloucestershire. Al prestar juramento el 4 de diciembre de 1950 Benn se convirtió en el " bebé de la Cámara ", el diputado más joven, por un día, siendo sucedido por Thomas Teevan, que era dos años más joven, pero prestó juramento un día después. Volvió a ser el "Bebé" en 1951, cuando Teevan no fue reelegido. En la década de 1950, Benn tenía opiniones centristas o de izquierda moderada, y no estaba asociado con el grupo de jóvenes de izquierda en torno a Aneurin Bevan.
Como diputado por Bristol Sudeste, Benn ayudó a organizar el boicot a los autobuses de Bristol de 1963 contra la prohibición racial de la Bristol Omnibus Company de emplear conductores negros y asiáticos. Benn dijo que "se mantendría alejado de los autobuses, incluso si tuviera que encontrar una bicicleta", y el líder laborista Harold Wilson también dijo en una manifestación contra el apartheid en Londres que estaba "contento de que tantos habitantes de Bristol apoyen la campaña de boicot", añadiendo que "les deseaba mucho éxito".
El padre de Benn fue nombrado vizconde de Stansgate en 1942, al morir su hermano mayor Benn quedó como heredero del título nobiliario. Hizo varios intentos infructuosos de renunciar a la sucesión. En noviembre de 1960, Lord Stansgate murió y Benn se convirtió automáticamente en par, lo que le impidió ocupar un asiento en la Cámara de los Comunes. Benn luchó por conservar su escaño en una elección parcial provocada por su sucesión el 4 de mayo de 1961. Aunque fue inhabilitado para ejercer su cargo, fue reelegido.
Benn continuó su campaña fuera del Parlamento. Sin embargo, en el plazo de dos años, el gobierno conservador de la época, que tenía miembros en la misma situación o en una similar a la de Benn (es decir, que iban a recibir el título o que ya habían solicitado órdenes de citación), cambió la ley.  La Ley de Nobleza de 1963, que permitía la renuncia vitalicia a los títulos nobiliarios, se convirtió en ley poco después de 6 pm el 31 de julio de 1963. Benn fue el primer par en renunciar a su título, haciéndolo a las 6.22. pm ese día. Benn regresó a la Cámara de los Comunes después de ganar una elección parcial el 20 de agosto de 1963.

### 1964-1970
En el gobierno de 1964 dirigido por Harold Wilson, Benn fue director general de Correos, donde supervisó la inauguración de la Torre de Correos, entonces el edificio más alto del Reino Unido, y las creaciones del servicio de Autobuses Postales y Girobank . Propuso emitir sellos sin la cabeza del monarca, pero esto se topó con la oposición privada de Isabel II. En lugar de ello, el retrato se redujo a un pequeño perfil en silueta, un formato que todavía se utiliza en sellos conmemorativos.
Benn también encabezó la oposición del gobierno a las estaciones de radio "piratas" que transmitían desde aguas internacionales, pues sabía que sería una medida impopular. Afirmó que algunas de estas estaciones estaban causando interferencias a las radios de emergencia utilizadas por los barcos, aunque no fue responsable de la presentación del proyecto de ley sobre delitos de radiodifusión marítima cuando se presentó ante el Parlamento a finales de julio de 1966 para su primera lectura.
A principios de mes, Benn fue ascendido a ministro de Tecnología, responsabilidad que incluyó el desarrollo del Concorde y la formación de International Computers Ltd. (ICL). Este período también vio la participación del gobierno en la racionalización industrial y la fusión de varias compañías automovilísticas para formar British Leyland.
El Partido Laborista perdió las elecciones de 1970 frente a los conservadores de Edward Heath y, tras la solicitud de Heath de unirse a la Comunidad Económica Europea, surgió un aumento del euroescepticismo de izquierda. Benn "se opuso rotundamente a la membresía" e hizo campaña a favor de un referéndum sobre la membresía del Reino Unido. El Gabinete en la Sombra votó a favor de un referéndum el 29 de marzo de 1972, y como resultado Roy Jenkins dimitió como líder adjunto del Partido Laborista.

### 1974-1979
En el gobierno laborista de 1974, Benn fue Secretario de Estado de Industria y como tal aumentó los salarios de la industria nacionalizada, proporcionó mejores términos y condiciones para los trabajadores como la Ley de Salud y Seguridad en el Trabajo de 1974 y participó en la creación de cooperativas de trabajadores en empresas que estaban en dificultades, la más conocida es la de Meriden, en las afueras de Coventry, que producía motocicletas Triumph. En 1975, fue nombrado Secretario de Estado de Energía, inmediatamente después de su fallida campaña por el "No" en el referéndum sobre la permanencia del Reino Unido en la Comunidad Europea (Mercado Común) . Más tarde en su diario (25 de octubre de 1977), Benn escribió que "aborrecía" la CEE; afirmaba que era "burocrática y centralizada" y que "por supuesto, está realmente dominada por Alemania. Todos los países del Mercado Común, excepto el Reino Unido, han sido ocupados por Alemania, y tienen un sentimiento mixto de odio y servilismo hacia los alemanes".
Durante su período como ministro de Energía, entre 1975 y 1979, Benn apoyó la energía nuclear en el Reino Unido. Más tarde en su vida se convirtió en un oponente de la energía nuclear, y atribuyó su tiempo como ministro a que lo convencieron de que no era ni barata, ni segura, ni pacífica. 
A finales de la década de 1970, las opiniones de Benn se habían desplazado hacia el ala izquierda del Partido Laborista. Atribuyó este cambio político a su experiencia como ministro del Gabinete en el Gobierno Laborista de 1964-1970 .
Apoyó públicamente al Sinn Féin y la unificación de Irlanda, aunque en 2005 sugirió a los líderes del Sinn Féin que abandonaran su política de larga data de no tomar escaños en Westminster ( abstencionismo). El Sinn Féin, a su vez, argumentó que hacerlo significaría reconocer el reclamo de Gran Bretaña sobre Irlanda del Norte, y la constitución del Sinn Féin impedía a sus miembros electos ocupar sus asientos en cualquier institución creada por los británicos. Partidario del Parlamento Escocés y de la descentralización política, Benn se opuso, sin embargo, al Partido Nacional Escocés y a la independencia de Escocia.
En la política británica de este período, el término "bennismo" se popularizó para describir las convicciones políticas, económicas, sociales y ideológicas de Tony Benn; y cualquier exponente o defensor del bennismo era considerado un "bennita".

### 1979-1997
Después de que Argentina invadió las Islas Malvinas en abril de 1982, Benn argumentó que la disputa debía ser resuelta por las Naciones Unidas y que el Gobierno británico no debía enviar una fuerza de intervención para recuperar las islas. La fuerza fue enviada y, tras la Guerra de las Malvinas, volvió a estar bajo control británico a mediados de junio. En un debate en la Cámara de los Comunes justo después de la recuperación de las Malvinas, la demanda de Benn de "un análisis completo de los costos en vidas, equipo y dinero en esta trágica e innecesaria guerra" fue rechazada por Margaret Thatcher, quien declaró que "no disfrutaría de la libertad de expresión que él utilizó tan excelentemente a menos que la gente hubiera estado dispuesta a luchar por ella".
Durante la Guerra del Golfo, Benn visitó Bagdad para intentar persuadir a Saddam Hussein de que liberara a los rehenes que habían sido capturados.
Benn apoyó varios movimientos sociales LGBT, que entonces se conocían como de liberación gay ; Benn había votado a favor de la despenalización en 1967.
En 1991, con el Partido Laborista todavía en la oposición y con elecciones generales previstas para junio de 1992, propuso el proyecto de ley de la Commonwealth de Gran Bretaña, que abolía la monarquía a favor de que el Reino Unido se convirtiera en una "mancomunidad democrática, federal y secular ", una república con una constitución escrita. Fue leído en el Parlamento varias veces hasta su retiro en las elecciones de 2001, pero nunca logró una segunda lectura. Presentó un relato de su propuesta en Sentido común: una nueva Constitución para Gran Bretaña.
En 1991, Benn reiteró su oposición a la Comisión Europea y destacó un supuesto déficit democrático en la institución, diciendo: "Algunas personas creen genuinamente que nunca obtendremos justicia social del Gobierno británico, pero la obtendremos de Jacques Delors . Creen que un buen rey es mejor que un mal Parlamento. Nunca he tenido esa opinión".  Este argumento también ha sido utilizado por muchos en el ala euroescéptica de derecha del Partido Conservador, como el eurodiputado Daniel Hannan. Jonathan Freedland escribe en The Guardian: "Para [Tony Benn], incluso el gobierno benigno de un monarca era inútil porque el capricho del rey podía cambiar y no había nada que se pudiera hacer al respecto".

### 1997–2001
En 1997, el Partido Laborista, bajo el liderazgo de Tony Blair, ganó las elecciones generales de forma aplastante, después de 18 años de gobierno del Partido Conservador.
Benn apoyó la introducción del salario mínimo nacional y celebró el progreso hacia la paz y la seguridad en Irlanda del Norte (particularmente bajo el mandato de Mowlam). Apoyó el dinero extra destinado a los servicios públicos durante los años del Nuevo Laborismo, pero creía que se trataba de un proyecto disfrazado de privatización. En general, su juicio final sobre el Nuevo Laborismo es muy crítico; describe su evolución como una forma de conservar el poder abandonando el socialismo y distanciando al partido del movimiento sindical, adoptando un estilo político presidencialista, pasando por alto el concepto de responsabilidad ministerial colectiva al reducir el poder del Gabinete, eliminando cualquier influencia efectiva de la conferencia anual del Partido Laborista y "basando su política exterior en el apoyo a uno de los peores presidentes de la historia de Estados Unidos".
Benn se opuso firmemente al bombardeo de Irak en diciembre de 1998. Benn también se opuso al bombardeo de Yugoslavia por la OTAN en 1999.

## Jubilación
Benn decidió no buscar la reelección en las elecciones generales de 2001, diciendo que "abandonaba el parlamento para pasar más tiempo en la política". Junto con el ex primer ministro Edward Heath, el presidente le permitió a Benn continuar usando la biblioteca de la Cámara de los Comunes y las instalaciones de refrigerio de los miembros. Poco después de su jubilación, fue nombrado presidente de la Coalición Stop the War. Se convirtió en una figura destacada de la oposición británica a la guerra de Afganistán desde 2001 y a la guerra de Irak, y en febrero de 2003 viajó a Bagdad para reunirse con Saddam Hussein. La entrevista fue transmitida por la televisión británica.
En 2002, abrió el escenario "Left Field" en el Festival de Glastonbury. Continuó hablando en cada festival posterior; asistir a uno de sus discursos fue descrito como un "rito de paso de Glastonbury".  En octubre de 2003, fue invitado de British Airways en el último vuelo programado del Concorde de Nueva York a Londres . En junio de 2005, fue panelista en una edición especial de Question Time de BBC One, editada íntegramente por un equipo de filmación de niños en edad escolar seleccionado mediante un concurso de la BBC.
El 21 de junio de 2005, Benn presentó un programa sobre la democracia como parte de la serie del Canal 5 Grandes ideas que cambiaron el mundo . Presentó una visión izquierdista de la democracia como el medio para pasar el poder "de la billetera a las urnas". Sostuvo que los valores socialdemócratas tradicionales estaban bajo amenaza en un mundo cada vez más globalizado en el que instituciones poderosas como el Fondo Monetario Internacional, el Banco Mundial y la Comisión Europea no son elegidas y no rinden cuentas a aquellos cuyas vidas afectan diariamente.
El 27 de septiembre de 2005, Benn enfermó mientras asistía a la Conferencia anual del Partido Laborista en Brighton y fue trasladado en ambulancia al Royal Sussex County Hospital después de ser tratado por paramédicos en el lugar del incidente en el Brighton Centre. Según se informa, Benn se cayó y se golpeó la cabeza. Lo mantuvieron en observación en el hospital y se le describió como en "estado cómodo". Posteriormente le colocaron un marcapasos artificial para ayudar a regular sus latidos cardíacos.
En 2009, Benn fue ingresado en el hospital y An Evening with Tony Benn, previsto para realizarse en el Cadogan Hall de Londres, fue cancelado. Presentó su espectáculo, The Writing on the Wall, con Roy Bailey en la iglesia de St Mary, Ashford, Kent, en septiembre de 2011, como parte de la primera temporada Revelation St. Mary's del lugar de arte. En julio de 2011, Benn recibió un doctorado honorario de la Universidad de Glamorgan, Gales.

## Enfermedad y Muerte
En 1990, a Benn le diagnosticaron leucemia linfática crónica y le dieron entre tres y cuatro años de vida; en ese momento, ocultó la noticia de su leucemia a todo el mundo, excepto a su familia inmediata. Benn dijo: «Cuando estás en el parlamento, no puedes describir tu condición médica. La gente inmediatamente empieza a preguntarse cuál es tu mayoría y cuándo habrá elecciones parciales. Son muy brutales». Esto se reveló en 2002 con la publicación de sus diarios de 1990-2001.
Benn sufrió un derrame cerebral en 2012 y pasó gran parte del año siguiente en el hospital. Se informó que estaba "gravemente enfermo" en el hospital en febrero de 2014. Benn murió en su casa el 14 de marzo de 2014, rodeado de su familia, a la edad de 88 años.
El funeral de Benn tuvo lugar el 27 de marzo de 2014 en la iglesia de Santa Margarita, Westminster.